# Strada statale 562 del Golfo di Policastro
La ex strada statale 562 del Golfo di Policastro è una strada regionale italiana della Campania, con funzione di collegamento tra le località costiere meridionali del Cilento.
In seguito al decreto legislativo n. 112 del 1998, dal 17 ottobre 2001 la strada è stata declassata e suddivisa nelle seguenti tratte:
- strada regionale 562/a Innesto SS 18-Scario-Bivio Bosco-San Giovanni a Piro (SR 562/a) tra Policastro Bussentino e San Giovanni a Piro,
- strada regionale 562/b San Giovanni a Piro-Lentiscosa-Marina di Camerota (SR 562/b) tra San Giovanni a Piro e Marina di Camerota
- strada regionale 562/c Marina di Camerota-Innesto ex SS 447 (Centola) (SR 562/c) tra Marina di Camerota e Centola[3],

## Percorso
La strada inizia dall'innesto con la strada statale 447 di Palinuro nel comune di Centola presso Palinuro, e prosegue raggiungendo le località di Marina di Camerota, Lentiscosa, San Giovanni a Piro, per innestarsi infine con la strada statale 18 Tirrena Inferiore nel comune di Santa Marina presso Policastro Bussentino.
In seguito al decreto legislativo n. 112 del 1998, dal 17 ottobre 2001 la gestione è passata dall'ANAS alla Regione Campania, che nella stessa data ha ulteriormente devoluto le competenze alla Provincia di Salerno.

## Strada statale 562 dir del Golfo di Policastro
La ex strada statale 562 dir del Golfo di Policastro (SS 562 dir) ora strada regionale 562 dir Innesto ex SS 562 (Palinuro)-Innesto SP 17 (San Severino) (SR 562 dir), è una strada regionale italiana della Campania, che collega la costa vicino Palinuro, con la stazione ferroviaria più vicina, quella di Centola posta nella frazione di San Severino
La strada inizia dalla strada statale 562 del Golfo di Policastro nel comune di Centola presso Palinuro, innestandosi con la strada provinciale 17/b Bivio San Cataldo-Celle di Bulgheria-Poderia-Ponte Mingardo nel comune di Centola presso San Severino.
In seguito al decreto legislativo n. 112 del 1998, dal 17 ottobre 2001 la gestione è passata dall'ANAS alla Regione Campania, che nella stessa data ha ulteriormente devoluto le competenze alla Provincia di Salerno.

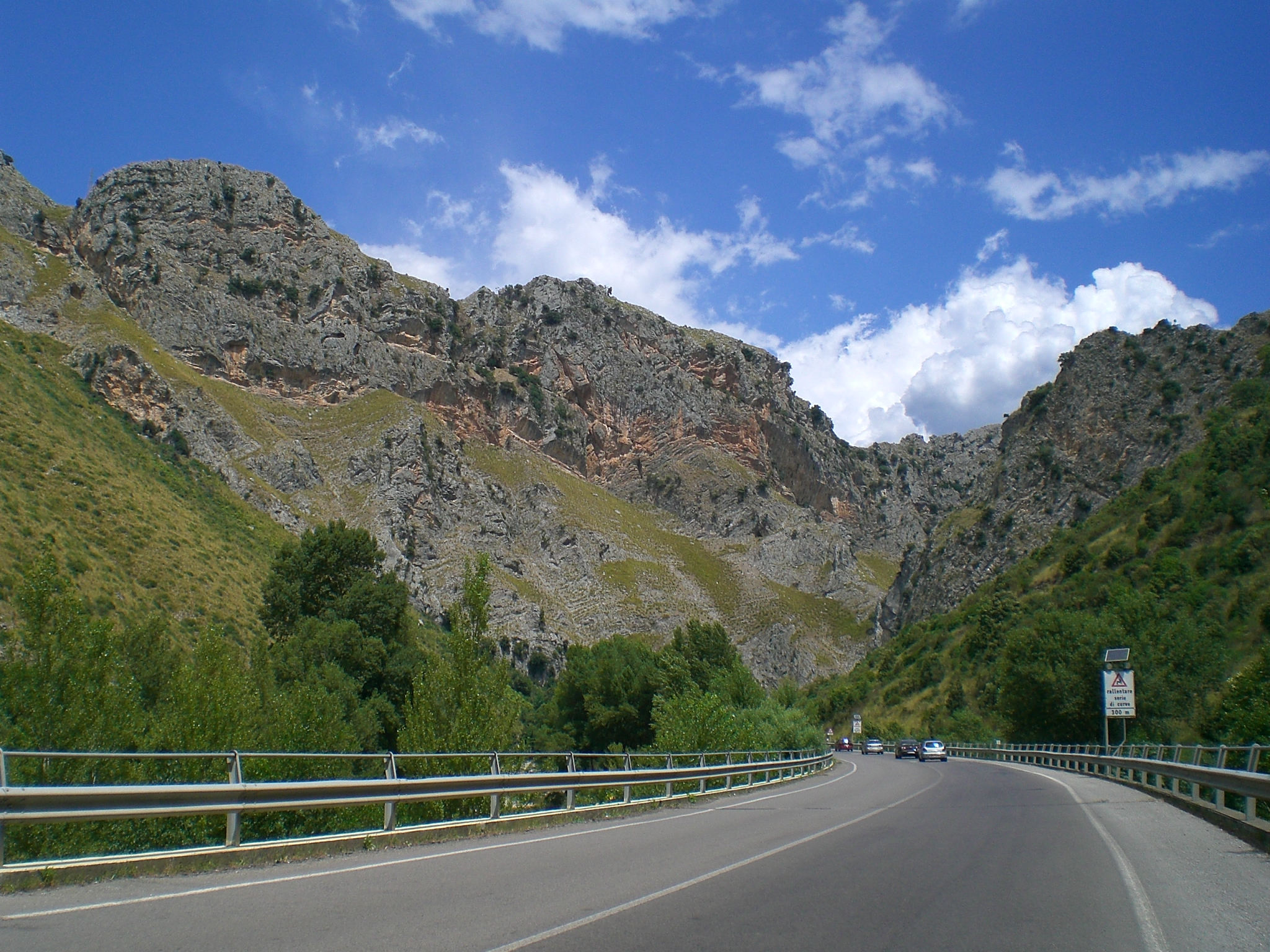
La SR 562 dir del Golfo di Policastro, nella valle del Mingardo